# 菅剛史
菅 剛史（かん つよし、1964年10月5日 - ）は、日本のテレビプロデューサー、テレビディレクター。ガスコイン・カンパニー代表取締役社長。
大阪府出身、京都産業大学卒業。
自社製作番組『ゲームセンターCX』（フジテレビONE）のプロデューサー兼ナレーターとして知られる。

## 来歴・人物
大学在学中に在阪の制作会社・おふいすまどかに入社し、毎日放送への人事派遣としてADの活動を始める。
1995年、毎日放送時代に担当していた『4時ですよ～だ』のディレクターで、番組終了後から東京で活動していたCRUSH OUT所属の山口将哉に誘われ、おふいすまどかを退社して上京。ビーワイルドに移籍し、『冒冒グラフ』（フジテレビ）のディレクター業から東京での活動を開始した。
2008年10月にビーワイルドから独立。自身の全額出資によりガスコイン・カンパニーを立ち上げ、代表取締役に就任した。
社長業と兼ねて、ビーワイルド時代から自社が製作する『ゲームセンターCX』のプロデューサーや、『秘密のケンミンSHOW』・『VS嵐』のフロアディレクターなどを担当している。

## 主な担当番組
現在
- ゲームセンターCX（フジテレビ721→フジテレビTWO→フジテレビONE） - プロデューサー、ナレーター、総合演出
- 秘密のケンミンSHOW（読売テレビ・日本テレビ） - フロアディレクター
- ジャニーズカウントダウンライブ（フジテレビ） - 中継ディレクター

過去
- 4時ですよ～だ（MBS）- アシスタントディレクター
- スターどっきり（秘）報告（フジテレビ） - ディレクター
- ザッツお台場エンターテイメント!第2夜・アニメの38年「ダウンタウンの今夜は150分アニメデモミー賞」（フジテレビ） - ディレクター
- 超!よしもと新喜劇（TBS）- ディレクター
- タモリ倶楽部（テレビ朝日） - ディレクター
- 踊る大ソウル線（フジテレビ) -演出
- 週刊少年「」（フジテレビ721） - 演出
- お笑い芸人どっきり王座決定戦スペシャル - 演出→プロデューサー
  - ザ・ドキドキどっきり - プロデューサー
- 百識王（フジテレビ） - 監修
- VS嵐（フジテレビ） - ディレクター
- VS魂（フジテレビ） - ディレクター
- 刑務所の中（2002年）　- 制作補、DVD版特典「雀洋一、北紀行「東京→網走」」同行取材・ナレーション

## 出演

### テレビ番組
- ゲームセンターCX（フジテレビ721→フジテレビTWO→フジテレビONE） - ナレーター
- オールナイトe！（フジテレビONE） - 天の声
- 週刊少年「」（フジテレビ721） - ナレーター
- めちゃ×2イケてるッ!（フジテレビ、2012年3月3日、10日、2013年7月13日）

### 映画
- 熊本地震ドキュメンタリー映画「西原村」（2018年） - ナレーション

## 作詞
- 中山智明『ラストコンティニュー』
- ワタナベユーコ『サヨナラゲーム』
- 石田希『戦え!課長ファイター』
- メッセメッセクラブ『GCCX MAX』